# Strojnogłowik wyżynny
Strojnogłowik wyżynny, zaroślak kapturowy  (Arremon atricapillus) – gatunek małego ptaka z rodziny pasówek (Passerellidae). Opisany po raz pierwszy w 1874. Występuje endemicznie na ograniczonych obszarach Panamy i Kolumbii. Jest gatunkiem najmniejszej troski.

## Systematyka
Takson ten po raz pierwszy zgodnie z zasadami nazewnictwa binominalnego opisał George Newbold Lawrence, nadając mu nazwę Buarremon atricapillus. Opis ukazał się w 1874 roku w „Annals of the Lyceum of Natural History of New York”; jako miejsce typowe autor wskazał Bogotę w Kolumbii. Początkowo strojnogłowik wyżynny zaliczany był do rodzaju Buarremon lub Atlapetes. Obecnie zaliczany jest do rodzaju Arremon. Wyróżnia się dwa podgatunki:
- A. a. atricapillus (Lawrence, 1874)
- A. a. tacarcunae (Chapman, 1923)

### Etymologia
- Arremon: gr. αρρημων arrhēmōn, αρρημονος arrhēmonos „cichy, bez mowy”, od negatywnego przedrostka α- a-; ῥημων rhēmōn, ῥημονος rhēmonos „mówca”, od ερω erō „będę mówić”, od λεγω legō „mówić”[11].
- atricapillus: łac. atricapillus – czarnowłosy, łac. ater „czarny” i łac. capillus „włosy na głowie”[12]

## Morfologia
Nieduży ptak ze średniej wielkości, dosyć długim i grubym dziobem w kolorze czarnym. Tęczówki ciemne, kasztanowobrązowe. Nogi czarniawe. Brak dymorfizmu płciowego. Góra głowy i twarz czarne. Gardło, podgardle i podbródek białe, mocno kontrastują z głową. Górna część ciała, skrzydła i ogon oliwkowozielone. Białawe lub jasnoszare upierzenie brzucha przechodzi w szaro-oliwkowe na bokach. Młode osobniki są bardziej matowe od dorosłych, dolne części ciała płowe, a skrzydła i ogon matowobrązowe. Podgatunek A. a. tacarcunae ma szarawy, mało wyraźny pasek na szczycie głowy oraz paski brwiowe. Długość ciała z ogonem: 19 cm, masa ciała średnio 49,5 g.

## Zasięg występowania
Podgatunki strojnogłowika wyżynnego występują w:
- A. a. atricapillus – północnej Kolumbii na stokach Andów,
- A. a. tacarcunae – wschodniej Panamie na wschód od prowincji Panama.

Jest gatunkiem osiadłym. Jego zasięg występowania według szacunków organizacji BirdLife International obejmuje 305 tys. km².

## Ekologia
Głównym habitatem strojnogłowika wyżynnego jest runo leśne i podszyt wilgotnego lasu górskiego, zwłaszcza w pobliżu jego obrzeży; występuje na wysokościach od 500 do 1500 m n.p.m., inne źródła podają górną granicę występowania jako 3300 m n.p.m..
Informacje o diecie tego gatunku są bardzo skąpe. Żeruje na ziemi, przeszukując dziobem ściółkę. Zjada owady (w tym mrówki i chrząszcze) oraz nasiona. Występuje zazwyczaj pojedynczo lub w parach. Długość pokolenia jest określana na 3,8 lat.

### Rozmnażanie
Niewiele wiadomo o rozmnażaniu tego gatunku. Sezon lęgowy trwa od końca kwietnia do czerwca.

## Status
W Czerwonej księdze gatunków zagrożonych IUCN strojnogłowik wyżynny jest klasyfikowany jako gatunek najmniejszej troski (LC – Least Concern). Liczebność populacji nie została oszacowana, ale jej trend jest uznawany za spadkowy ze względu na niszczenie siedlisk. Gatunek określany jest jako niepospolity.